# Paweł Ferenc
Paweł Ferenc (ur. 20 stycznia 1960 w Nowym Sączu) – polski artysta fotograf, uhonorowany tytułem Artiste FIAP (AFIAP). Członek rzeczywisty i Artysta Fotoklubu Rzeczypospolitej Polskiej Stowarzyszenia Twórców (AFRP).

## Życiorys
Paweł Ferenc związany z nowosądeckim środowiskiem fotograficznym – mieszka, pracuje, tworzy w Nowym Sączu. Z fotografią artystyczną związany od 2009 roku. Miejsce szczególne w jego twórczości zajmuje fotografia artystyczna, fotografia koncertowa, fotografia krajobrazowa, fotografia krajoznawcza, fotografia kreacyjna, fotografia portretowa, fotografia reportażowa. Za pracę na rzecz fotografii oraz fotograficzną twórczość artystyczną został uhonorowany Złotym Jabłkiem Sadeckim – odznaką przyznawaną przez starostę nowosądeckiego, za zasługi dla Sądecczyzny. W 2015 roku został przyjęty w poczet członków rzeczywistych Krynickiego Towarzystwa Fotograficznego, w którym od 2016 roku pełnił funkcję sekretarza w Zarządzie KTF. Za osiągnięcia w dziedzinie twórczości fotograficznej oraz promowanie gminy Krynicy-Zdroju został uhonorowany dyplomem burmistrza Krynicy-Zdroju.
Paweł Ferenc jest autorem i współautorem wielu wystaw fotograficznych; indywidualnych i zbiorowych, poplenerowych oraz pokonkursowych. Bierze aktywny udział w Międzynarodowych Salonach Fotograficznych, organizowanych (między innymi) pod patronatem FIAP, zdobywając wiele akceptacji, nagród, wyróżnień, dyplomów, listów gratulacyjnych. Jego fotografie były prezentowane i doceniane między innymi na Ukrainie, Słowacji oraz w Polsce. Jego fotografie wielokrotnie publikowano w specjalistycznej prasie fotograficznej w Polsce i za granicą (m.in. w Foto-Kurierze, BlackMgazin, EYE-Photo Magazine, Interphoto Magazine). W 2019 roku został przyjęty w poczet członków rzeczywistych Fotoklubu Rzeczypospolitej Polskiej Stowarzyszenia Twórców (legitymacja nr 446). 
W 2018 roku Paweł Ferenc został uhonorowany tytułem honorowym Artiste FIAP (AFIAP) – przez Międzynarodową Federację Sztuki Fotograficznej FIAP, z siedzibą w Luksemburgu. W 2022 został laureatem nagrody zbiorowej (jako członek Kabaretu Ergo) – Tarczą Herbową „Zasłużony dla Miasta Nowego Sącza”.

## Nagrody
- Złote Jabłko Sądeckie – za zasługi dla Sądecczyzny
- Brązowy Medal „Za Fotograficzną Twórczość” – III nagroda w XV edycji konkursu Detal architektoniczny Historycznego Państwa Muszyńskiego
- Srebrny Medal „Za Fotograficzną Twórczość” – II nagroda w XVI edycji konkursu Detal architektoniczny Historycznego Państwa Muszyńskiego
- Złoty Medal „Za Fotograficzną Twórczość” – I nagroda w II edycji Ogólnopolskiego Konkursu Moje roztoczańskie drzewo
- Tarcza Herbowa „Zasłużony dla Miasta Nowego Sącza” (jako członek Kabaretu Ergo)[20]
- Srebrny Medal „Za Fotograficzną Twórczość” – II nagroda w IX edycji Zamojskiego Przeglądu Fotografii (2023)[21]

Źródło

## Wystawy zbiorowe
- W kolorach ciszy – Beskid Niski (2017)
- Decennium (2019)
- Decennium (2020)
- Roztoczańskie impresje (2021)[23]
- Krajobraz światłem malowany – Galeria Sztuki w Buryni (Ukraina 2022)[24][25]
- Portfolio 2012–2022 – Zespół Szkół Akademickich im. Króla Bolesława Chrobrego (Nowy Sącz 2022)[26]
- Krajobraz światłem malowany – Biblioteka im. W. Wynnyczenki w Kijowie (Ukraina 2022)[27]
- Krajobraz światłem malowany – Biblioteka Regionalna w Czernichowie (Ukraina 2023)[28]
- Krajobrazy światłem malowane – Połtawa (Ukraina 2023)[29]
- Roztoczańskie impresje – Nowy Sącz (2023)[30]
- Muzyczne portrety – Sądecka Biblioteka Publiczna (Nowy Sącz 2024)[31]

Źródło

## Publikacje (albumy)
- Polska Ziemia w światłach i cieniach – Wydawnictwo Mazowsze (2009)
- Małopolska 2017

Źródło

## Rodzina
Paweł Ferenc jest mężem polskiej artystki fotograf Urszuli Ferenc.